# Benjamin Winspear
Benjamin "Ben" Winspear es un actor y director australiano, conocido por sus actuaciones teatrales.

## Biografía
Ben está casado con la actriz Marta Dusseldorp, la pareja tiene dos hijas Grace y Maggie Winspear.

## Carrera
En 2012 apareció en la serie Underbelly: Badness, donde interpretó al detective mayor de la policía Tim Browne, un oficial segunda al mando de la fuerza de Ataque Tuno.
En 2014 apareció como invitado en la segunda temporada de la serie A Place to Call Home, donde interpretó a René Nordmann, el esposo de Sarah Adams (interpretada por su esposa Marta Dusseldorp)., hasta el 2015.

## Filmografía

### Películas
| Año  | Título                | Personaje | Notas                                                                         |
| ---- | --------------------- | --------- | ----------------------------------------------------------------------------- |
| 2015 | Bad Girl              | Peter     | junto a Sara West, Samara Weaving, Liam Graham & Rebecca Massey               |
| 2015 | Breeding in Captivity | Andrew    | junto a Kym Jackson, Christopher Brown, Sara Cooper & Matt Stolp              |
| 2014 | The Babadook          | Oskar     | junto a Essie Davis, Noah Wiseman, Daniel Henshall & Hayley McElhinney        |
| 2012 | Ricochet              | Oliver    | corto - junto a Lucy Heffernan, Daniel Henshall & Adele Querol                |
| 2011 | Panic at Rock Island  | Baz Gaha  | junto a Grant Bowler, Vince Colosimo, Damian Walshe-Howling & Marshall Napier |
| 2011 | Loveless              | Max       | corto - junto a Erica Baron, Charlie Garber & Lotte St. Clair                 |
| 2008 | Every Other Weekend   | Bart      | corto - junto a Damian de Montemas, Adeline Harvey & Matt Zeremes             |

### Series de televisión
| Año         | Título               | Personaje         | Notas                       |
| ----------- | -------------------- | ----------------- | --------------------------- |
| 2014 - 2015 | A Place to Call Home | Dr. René Nordmann | 11 episodios                |
| 2015        | House of Hancock     | Con Heliotis      | episodio # 1.1 - miniserie  |
| 2014        | Black Comedy         | Invitado          | 2 episodios                 |
| 2014        | Old School           | Rodger            | episodio "Smash Repairs"    |
| 2014        | Rake                 | Sebastian Strong  | 3 episodios                 |
| 2012        | Underbelly: Badness  | Det. Tim Browne   | episodio "Thy Will Be Done" |
| 2011        | Crownies             | Doctor Preston    | episodio # 1.22             |
| 2009        | My Place             | Michaelis         | 2 episodios                 |

### Director y adaptador
| Año  | Título                 | Notas                        |
| ---- | ---------------------- | ---------------------------- |
| 2011 | Don Parties On         | obra - asistente de director |
| 2008 | The Women of Troy      | obra - asistente de director |
| 2005 | The Cherry Orchard     | obra - asistente de director |
| 2005 | The Metamorphosis      | obra - director              |
| 2005 | This Little Piggy      | obra - director              |
| 2005 | The Garden of Paradise | obra - director              |
| 2004 | The Miser              | obra - asistente de director |
| 2004 | Thyestes               | obra - director              |
| 2004 | Victory                | obra - director              |
| 2003 | These People           | obra - director              |
| 2003 | The Tempest            | obra - director & adaptador  |
| 2002 | Macbeth                | obra - director              |
| 2002 | Saved                  | obra - director              |
| 2001 | Stones In His Pockets  | obra - asistente de director |

### Teatro
| Año  | Obra                                  | Personaje | Director (a)     | Teatro              | Notas                                                                |
| ---- | ------------------------------------- | --------- | ---------------- | ------------------- | -------------------------------------------------------------------- |
| 2011 | This Uncharted Hour                   | -         | Robert Jarman    | Theatre Royal       | junto a Mel King, Jane Longhurst, Antony Morgan & Brett Rogers       |
| 2011 | Faustus                               | Faustus   | Michael Gow      | -                   | junto a John Bell, Vanessa Downing, Kathryn Marquet & Jason Klarwein |
| 2009 | Badhdad Wedding                       | Salim     | Geordie Brookman | Belvoir St. Theatre | junto a Robert Mammone, Yalin Ozucelik & Melanie Vallejo             |
| 2008 | Frankenstein                          | Doctor    | Ralph Myers      | -                   | junto a Yael Stone                                                   |
| 2007 | Love Lies Bleeding                    | Sean      | Lee Lewis        | Glen St. Theatre    | junto a Paula Arundell, Max Cullen, Shaun Goss & Robyn Nevin         |
| 2006 | Now That Communism Is Dead My Life... | Fred      | Max Lyandvert    | Tower Theatre       | junto a Gibson Nolte & Rebecca Smee                                  |
| 2006 | Pan                                   | Hook      | Joseph Couch     | Tower Theatre       | junto a Ben Borgia, Tim Major, Sam North & Xavier Samuel             |
| 2002 | Great Expectations                    | Pip       | Simon Phillips   | Drama Theatre       | junto a Julie Forsyth, Jonathan Hardy, Sam Healy & Asher Keddie      |
| 2001 | My Head Was a Sledgehammer            | -         | Max Lyandvert    | Belvoir St. Theatre | junto a Helmut Bakaitis & Melissa Madden Gray                        |
| 1999 | Long Day's Journey into Night         | -         | Michael Edwards  | -                   | junto a Helen Cassidy, Robyn Nevin & Sandy Winton                    |
| 1998 | King Lear                             | -         | Barrie Kosky     | Athenaeum Theatre   | junto a John Bell, Russell Kiefel, Deborah Mailman & Ben Mortley     |
| 1998 | Clark in Sarajevo                     | -         | Ros Horin        | Stables Theatre     | junto a Paula Arundell, Michael Beckley & Jeanette Cronin            |
| 1994 | The Wind in the Willows               | -         | Les Winspear     | -                   | junto a Jackie Hallam, Iain Lang, Nicole Parums & John Xiatavelonis  |

## Premios y nominaciones
| Año  | Categoría                                            | Premio    | Serie    | Resultado |
| ---- | ---------------------------------------------------- | --------- | -------- | --------- |
| 2010 | Best Guest or Supporting Actor in a Television Drama | AFI Award | My Place | Nominado  |